# Raimonds Graube

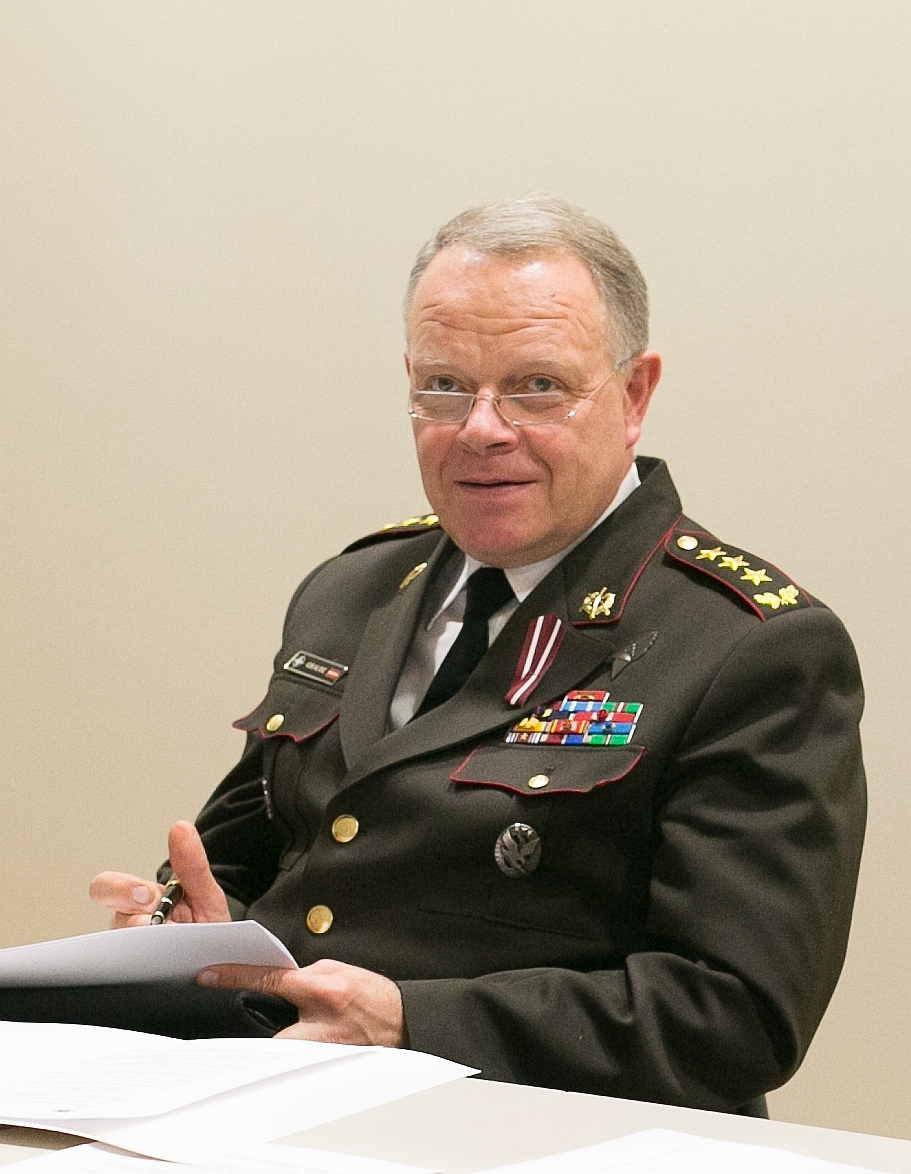
Raimonds Graube (2015)

Raimonds Graube (* 28. Februar 1957) ist ein ehemaliger lettischer Offizier im Range eines Generalleutnants. Von 1999 bis 2003 und 2010 bis 2017 war er der militärische Befehlshaber der Nationalen Streitkräfte seines Heimatlandes.

## Leben
Raimonds Graube wurde 1957 in Riga (damals Hauptstadt der Lettischen SSR) geboren.
Der General ist verheiratet und Vater zweier Söhne. Neben seiner Muttersprache spricht er auch fließend Russisch und Englisch.

### Militärische Laufbahn
Im Rahmen der Loslösung Lettlands von der Sowjetunion schloss sich Graube 1991 der Nationalgarde (lettisch Zemessardze) seines Heimatlandes an und erhielt dort 1993 den Rang eines Majors. Nach verschiedenen anderen Aufgaben innerhalb der Organisation, stieg er 1995 zum Stabschef der Nationalgarde und 1998 zu deren Kommandanten (im Rang eines Oberstleutnants) auf. Im Jahr 1999 wurde er zum Oberst und Oberkommandierenden der Nationalen Streitkräfte ernannt. Drei Jahre danach erfolgte im November 2002 die Beförderung zum Brigadegeneral. Auf dem Posten des Armeechefs verblieb er bis 2003 – sein Nachfolger wurde der Marineoffizier Gaidis Andrejs Zeibots.
Nach dem Ende der vierjährigen Dienstzeit an der Spitze der Armee, war der Graube als Staatssekretär im Verteidigungsministerium für die NATO-Integration Lettlands verantwortlich. Von dort wechselte er 2008 in das Amt des Vertreters der Streitkräfte seines Heimatlandes bei der NATO und der EU, kehrte aber bereits nach einem Jahr ins Verteidigungsministerium zurück. Im Jahr 2010 übernahm er noch einmal das Amt des Befehlshabers der lettischen Streitkräfte und wurde zum Generalmajor befördert. Zwei Jahre später folgte die Beförderung zum Generalleutnant. Nachdem man ihm 2014 eine dritte Amtszeit als Befehlshaber der Armee gewährt hatte, bat er im Oktober 2016 um seine vorzeitige Versetzung in den Ruhestand. Am 27. Januar 2017 erfolgte die Amtsübergabe an seinen Nachfolger Leonīds Kalniņš – am 28. Februar, seinem 60. Geburtstag, wurde er offiziell in den Ruhestand versetzt.
Während seiner Dienstzeit in den lettischen Streitkräften besuchte Graube folgende Bildungseinrichtungen und Weiterbildungen:
- 1996: Netherlands Defence College, International staff officers orientation course, Niederlande
- 1997–1998: Joint Services Command and Staff College (JSCSC), Vereinigtes Königreich
- 2001: Royal College of Defence Studies (RCDS), Foundation course, Vereinigtes Königreich
- 2003: NATO Defense College (NDC), General and Flag officers course, Italien
- 2004–2005: National Defense University, Industrial College of the Armed Forces, USA

## Auszeichnungen
Neben zahlreichen lettischen Orden erhielt Raimonds Graube u. a. folgende ausländische Ehrungen:
|  | Ritter des Litauischen Verdienstordens (2001)         |
|  | Französischer Nationalverdienstorden (2001)           |
|  | II. Klasse des Ordens des Adlerkreuzes (2003)         |
|  | Offizier des Litauischen Verdienstordens (2003)       |
|  | Norwegischer Verdienstorden (Komtur mit Stern) (2012) |
|  | I. Klasse des Ordens des Adlerkreuzes (2012)          |
|  | Komtur des Litauischen Verdienstordens (2013)         |